# Svenstrup (Slagelse)
Svenstrup is een plaats in de Deense regio Seeland, gemeente Slagelse. De plaats telt 2016 inwoners (2008).